# Nîvî-Hubînski, Horohiv
Nîvî-Hubînski (în ucraineană Ниви-Губинські) este un sat în comuna Hubîn Perșîi din raionul Horohiv, regiunea Volînia, Ucraina.

## Demografie
Componența lingvistică a localității Nîvî-Hubînski
     Ucraineană (96,45%)
     Slovacă (1,42%)
     Rusă (1,42%)
     Alte limbi (0,71%)
Conform recensământului din 2001, majoritatea populației localității Nîvî-Hubînski era vorbitoare de ucraineană (96,45%), existând în minoritate și vorbitori de rusă (1,42%) și slovacă (1,42%).